# Chaudière-Appalaches
Chaudière-Appalaches és una regió administrativa de la província canadenca del Quebec, situada a la riba sud del riu Sant Llorenç, enfront de la Ciutat de Quebec. La regió està dividida en 9 municipalitats regionals de comtat (MRC) i 136 municipalitats.

## Demografia
- Població: 396 171 (2005)
- Superfície: 15 071 km²
- Densitat: 26,3 hab./km²
- Taxa de natalitat: 10,0‰ (2005)
- Taxa de mortalitat: 6,9‰ (2005)

Font: Institut de la statistique du Québec